# K'in
K'in è un periodo del calendario maya corrispondente a un giorno.
Venti k'in formano un uinal.
La parola k'in può assumere diversi significati: 1) sole;  2)giorno; 3)luce in lingua maya. 
Durante il Periodo Classico il termine venne usato nel Lungo Computo come unità più piccola. 
Durante l'epiclassico ed il Periodo Postclassico si trova spesso la sequenza tipicamente miu" # giorno u k'in # mese ", 
ovvero " # giorno (questo) è il suo giorno # mese ".